# وان شياو مينغ
وان شياو مينغ (مواليد 1938) هو سبّاح من هونغ كونغ، مثّل بلاده في الألعاب الأولمبية الصيفية 1956.

## روابط خارجية
وان شياو مينغ على موقع أوليمبيديا (الإنجليزية)